# Красный Яр (Аркадакский район)
Красный Яр — село в Аркадакском районе Саратовской области.
Село входит в состав Большежуравского сельского поселения.

## География
Расположено на левом берегу реки Хопёр. Ближайший населённый пункт — село Баклуши.Наибольшая высота центра села — 131 метр.

## Уличная сеть
В Красном Яру три улицы — Кооперативная, Луговая и Прихопёрская.

## Население
| 2010 |
| ---- |
| 83   |

## История
Село ранее носило имя Краснояр и относилось к Саратовской губернии. В 1801 году в селе на средства прихожан был построен храм во имя святого великомученика Димитрия Солунского. Церковь с колокольней была деревянной. В штате находились священник и псаломщик. В селе также была церковно-приходская школа.